# محمود سخائی
محمود سخائی تیرانداز اهل ایران بوده است.
وی در بازی‌های المپیک تابستانی ۱۹۴۸ در ماده تفنگ سه وضعیت ۳۰۰ متر در رده ۳۵ و در ماده تفنگ خفیف خوابیده ۵۰ متر در رده ۶۷ رده‌بندی مسابقات قرار گرفت.